# Lucy Lippard
Pour les articles homonymes, voir Lippard.
Lucy R. Lippard est une écrivaine, activiste et commissaire d'exposition américaine. Lippard est l'une des premières historiennes de l'art à reconnaitre la dématérialisation à l’œuvre dans l'art conceptuel et est l'une des figures de proue de l'art féministe. Elle est l'auteure de 21 livres sur l'art contemporain et est récipiendaire de multiples prix et distinctions de la part de critiques et d'associations artistiques.

## Vie et œuvre
Lucy R. Lippard naît à New York en 1937. Elle s'inscrit à l'Abbot Academy en 1952 et obtient un baccalauréat universitaire au Smith College, puis elle travaille avec l'American Friends Service Committee dans un village mexicain. En 1962, elle obtient son diplôme de maîtrise en histoire de l'art de l'Institute of Fine Arts de l'université de New York.
Depuis 1966, Lippard a publié une vingtaine de livres incluant un roman, sur des sujets tels que le féminisme, l'art et la politique. En 2012, le Brooklyn Museum organise une exposition intitulée Six Years basée sur son livre précurseur Six Years: The Dematerialization of the Art Object. L'exposition met l'accent sur le rôle crucial de son œuvre comme point de départ de la réflexion sur l'art conceptuel, dès son émergence, en démontrant son importance dans la compréhension de cette période de production artistique et critique. Dans cette réflexion sur l'art conceptuel elle avait été accompagnée par Mierle Laderman Ukeles dans le domaine des tâches ménagères. Sa recherche sur le développement de la dématérialisation de l'œuvre d'art constitue un fondement de l'histoire de l'art contemporain.
Elle est cofondatrice de Printed Matter, Inc (une librairie spécialisée sur les livres d'artistes à New York), du Heresies Collective, du Political Art Documentation/Distribution (PAD/D), du « Artists Call Against U.S. Intervention in Central America » et d'autres organisations d'artistes. Elle a été commissaire de plus de 50 expositions et est également performeuse, auteure de bandes-dessinées, impliquée dans le guerrilla theater et éditrice de plusieurs publications, parmi les plus récentes La Puente de Galisteo dans sa commune de Galisteo, New Mexico. Elle a injecté du politique dans l'esthétique et rejette le désintérêt pour l'activisme éthique.[pas clair][réf. nécessaire].

## Prix et récompenses
Elle reçoit la Bourse Guggenheim en 1968, le prix Frank Jewett Mather pour la critique du College Art Association en 1975, ainsi que deux bourses du National Endowment for the Arts en critique d'art. Elle a écrit pour des magazines tels que Art in America, The Village Voice, In These Times et Z Magazine. En 2007, Lippard reçoit un doctorat honoris cause de beaux-arts du Nova Scotia College of Art and Design (NSCAD University). Elle est récompensée à deux reprises par le College Art Association : en 2012 comme récipiendaire du Distinguished Feminist Award et en 2015 du Distinguished Lifetime Achievement Award for Writing on Art. Elle reçoit un doctorat honoris cause du Otis College of Art and Design de Los Angeles en 2013.

## Ouvrages et publications
- Pop art. New York: Praeger. 1966.
- Surrealists on art. Englewood Cliffs, N.J.: Prentice-Hall. 1970.
- Changing: essays in art criticism. New York: Dutton. 1971.
- Six years: the dematerialization of the art object from 1966 to 1972; a cross-reference book of information on some esthetic boundaries. New York: Praeger. 1973.
- Women Artist Slide Registry, une archive de plus de 600 images sur des artistes femmes. Début des années 1970.
- From the center: feminist essays on women's art. New York: Dutton. 1976.
- Eva Hesse. New York: New York University Press. 1976.
- Overlay: contemporary art and the art of prehistory. New York: Pantheon Books. 1983
- Get the message?: a decade of art for social change. New York: E.P. Dutton. 1984
- A different war: Vietnam in art. Bellingham, Wash: Whatcom Museum of History and Art. 1990.
- Mixed blessings: new art in a multicultural America. New York: Pantheon Books. 1990.
- The Lure of the Local: Senses of Place in a Multicentered Society. New York: New Press. 1998.
- On the beaten track: tourism, art and place. New York: New Press. 1999.
- « Ce qui a changé depuis ‘Changing' » (1976), « Sujet tabou » (1980), « Un changement radical : la contribution du féminisme à l'art des années 1970 » (1980), in Fabienne Dumont (éd.), La rébellion du Deuxième Sexe – L’histoire de l’art au crible des théories féministes anglo-américaines (1970-2000), Paris, Les presses du réel, 2011,  (ISBN 978-2-84066-355-3).

## Expositions
- Seattle World's Fair Pavilion, septembre 1969
- Vancouver Art Gallery, 1969
- Centro de Arte e Communicion, Buenos Aires, 1971
- Valencia, CA, travelling throughout US and Europe, 1973-1974[8],[9]

## Couverture médiatique
- Parallaxis: fifty-five points to view : a conversation with Lucy R. Lippard and Rina Swentzell. (1996) Denver, CO : Western States Arts Federation.
- From Conceptualism to Feminism: Lucy Lippard's Numbers Shows 1969-74. Afterall Books.